# Processus quasi statique
Une transformation est dite quasi statique si tous les états intermédiaires du système thermodynamique au cours de la transformation sont des états définis, proches d'états d'équilibre,. Cela implique que le déséquilibre des variables d'état, responsable de la transformation, soit infiniment petit. Pour qu'une transformation soit quasi statique, il faut donc qu'elle soit très lente, de manière que l'on puisse considérer qu'elle est constituée d'une succession d'états d'équilibre. Dans ces conditions, elle peut être modélisée par une loi mathématique. C'est donc une transformation idéale vers laquelle peut tendre une transformation réelle. 
Par exemple, une compression est quasi statique si le volume du système change à un taux assez faible pour que la pression demeure uniforme et constante à travers le système.

## Processus réversibles
Tout processus réversible de thermodynamique est une transformation quasi statique. Par contre, toute transformation quasi statique n'est pas nécessairement un processus réversible, car il est possible que de la chaleur entre ou sorte du système ou que de l'entropie soit créée d'une façon ou d'une autre.
Par exemple, la compression dans un système à piston sujet à de la friction est un processus quasi statique qui n'est pas réversible. Bien que le système soit toujours en équilibre thermique, la friction garantit la génération d'entropie qui va se dissiper. Cela va directement contre la définition de la réversibilité.

## Travail
P désignant la pression extérieur du système
1. Pression du système constante : transformation isobare,
{\displaystyle W_{1-2}=-\int PdV=-P(V_{2}-V_{1})}
2. Volume constant : transformation isochore,
{\displaystyle W_{1-2}=-\int PdV=0}
3. Température constante : transformation isotherme,
{\displaystyle W_{1-2}=-\int PdV,} où P varie avec la distance avec V : {\displaystyle \quad PV=P_{1}V_{1}=C}, ensuite :
{\displaystyle W_{1-2}=-P_{1}V_{1}\ln {\frac {V_{2}}{V_{1}}}}
4. Transformation polytropique,
{\displaystyle W_{1-2}={\frac {P_{1}V_{1}-P_{2}V_{2}}{n-1}}}

### Sources
- (en) Concise Encyclopedia of Science and Technology, New York, McGraw-Hill, 2006 (lire en ligne)
- (en) Y. M. Haddad, Mechanical Behaviour of Engineering Materials : Static and quasi-static loading, Springer, 2000, 508 p. (ISBN 0-7923-6354-X, lire en ligne)